# Alessandria della Rocca
Alessandria della Rocca – miejscowość i gmina we Włoszech, w regionie Sycylia, w prowincji Agrigento.
Według danych na styczeń 2010 gminę zamieszkiwało 3126 osób przy gęstości zaludnienia 50,5 os./1 km².